# NetBSD
 (décembre 2022).
Si vous disposez d'ouvrages ou d'articles de référence ou si vous connaissez des sites web de qualité traitant du thème abordé ici, merci de compléter l'article en donnant les références utiles à sa vérifiabilité et en les liant à la section « Notes et références ».

Filiation des systèmes Unix.

NetBSD est un système d'exploitation libre de type Unix BSD dérivé de 386BSD et de Net/2 (4.3BSD-Lite).

## Présentation
NetBSD est entièrement fondé sur des logiciels libres, la plupart des composants étant soumis à la Licence BSD.
Le système détient le record sur le nombre d'architectures compatibles ; il peut en effet être utilisé sur plus de cinquante architectures différentes.
Cette portabilité est un point central du projet, si bien que sa devise est que face à tout ordinateur, on peut déclarer : « Bien sûr, cela fonctionne avec NetBSD » (de l'anglais « Of course it runs NetBSD »). Pour l'anecdote, NetBSD a même déjà été porté sur un grille-pain.
Un autre aspect sur lequel le projet met fortement l'accent est la qualité du code écrit. Le projet vise à développer des solutions conceptuellement cohérentes. Une fonctionnalité relevant du bidouillage, même efficace, n'est donc pas satisfaisante de ce point de vue. Ici une phrase souvent mise en avant est « des solutions, pas du bidouillage » (de l'anglais « Solutions, not hacks »).
Le modèle de développement retenu pour le projet est assez centralisé. Il est qualifié de modèle cathédrale par opposition au modèle bazar.
NetBSD est orienté vers une ergonomie privilégiant l'efficace à l'intuitif. Il est donc plus adapté à un public d'utilisateurs expérimentés, comme des administrateurs système ou des développeurs.
Pour une utilisation plus grand public, comme la bureautique, NetBSD sera moins convivial et disposera d'un moins bon support des périphériques que d'autres systèmes, comme certaines distributions Linux.
En revanche, toutes les interfaces du noyau et les pilotes sont documentés dans des pages man, et non dans des fichiers textes éparpillés en divers endroits.
Enfin NetBSD fait de la rétro compatibilité un de ses chevaux de bataille, et avec un noyau intégrant l'option COMPAT_09, le système est capable d'exécuter des logiciels compilés dans un format binaire de 1993.

## Organisation du projet
NetBSD est organisé autour de la fondation NetBSD, une association à but non lucratif dont sont membres les développeurs. Le code source de NetBSD est disponible sur internet via CVS et accessible en ligne via une interface cvsweb. Pour pouvoir disposer des accès nécessaires à la soumission de modifications sur le dépôt CVS du projet NetBSD, chaque développeur doit signer un accord d'agrément  qui le rend membre de la fondation NetBSD. Le conseil d'administration de la fondation NetBSD, élu par les développeurs, publie des rapports réguliers sur ses activités et sur les finances du projet.

## Histoire
Le projet NetBSD a été fondé par Chris Demetriou (es), Theo de Raadt, Adam Glass et Charles Hannum en mars 1993. La formation du projet fait suite à la stagnation relative du développement et l'impossibilité de faire accepter des correctifs externes dans 386BSD.
En 1994 et 1995, des désaccords surviennent dans l'équipe de développement, qui s'étalent pendant près de 8 mois sur les listes de diffusion. Certains développeurs autour de Theo de Raadt quittent l'équipe puis créent OpenBSD. Les deux systèmes d'exploitation divergent dans un certain nombre de domaines, comme l'initialisation du système, mais restent cependant assez proches pour que le portage de pilotes de l'un à l'autre soit relativement facile. Ainsi les deux BSD utilisent tous deux le framework wscons, le même système de nomenclature de périphériques, et distribuent les mêmes shells dans le système de base.

## Fonctionnalités

### Portabilité
À partir de n'importe quelle installation de NetBSD, il est possible à partir d'une seule commande make, de reconstruire l'ensemble de la distribution NetBSD pour n'importe quelle architecture, compilateur compris. Il est même possible de compiler une distribution NetBSD depuis FreeBSD ou Linux.
Ainsi il est possible à partir d'un système intel i386, de compiler très facilement un noyau pour PowerPC, Alpha, MIPS, le script de cross-compilation build.sh se chargeant lui-même de la compilation de toutes les dépendances requises. Ceci fait de NetBSD un système de choix pour le développement de systèmes embarqués (routeurs, firewalls, caméra vidéo IP, et même robot, et grille-pain).

### Virtualisation
L'hyperviseur Xen est supporté par NetBSD depuis la version 3.0.

## Juridique

### Licence BSD
Historiquement, la majorité de NetBSD est disponible sous la licence BSD « traditionnelle » à quatre clauses.
Depuis le 20 juin 2008, le projet utilise désormais une licence BSD à deux clauses.

### Fondation NetBSD
La protection légale du projet est assurée par la fondation NetBSD.

## Organisation du système
NetBSD lui-même est un système de base minimal de 300 Mo comprenant les outils Unix traditionnels et l'environnement. Les applications externes sont disponibles via pkgsrc, un système de packages multiplateformes.

## Versions de NetBSD
NetBSD 0.8remontant à avril 1993, cela en fait l'un des systèmes d'exploitation libres les plus anciens encore en activité. NetBSD 0.8 est basé sur un 386BSD considérablement « patché ».
NetBSD 1.0sorti en octobre 1994, est la première version multiplateforme de NetBSD, disponible pour PC, HP 9000 Series 300, Amiga, Macintosh 68k, stations Sun 4c et PC532.
NetBSD 1.3sorti en janvier 1998, a vu l'introduction du système de packages, pkgsrc, permettant l'installation facile et rapide d'applications externes à partir du code source ou sous forme de binaires précompilés. Pkgsrc est inspiré du système de ports de FreeBSD.
NetBSD 1.6sorti en septembre 2002, a vu l'introduction du framework de cross-compilation entre les différentes architectures.
NetBSD 2.0sorti en décembre 2004, a vu l'introduction du support SMP sur un grand nombre d'architectures, ainsi que la mise en place d'un système de distribution des images de CD-ROM via BitTorrent
NetBSD 3.0.1sorti le 23 juillet 2006.
NetBSD 3.1sorti le 4 novembre 2006, intègre le support natif pour la solution de virtualisation Xen.
NetBSD 4.0sorti le 19 décembre 2007. Les nouveautés comprennent le support de Xen en version 3, l'intégration du protocole CARP venant de OpenBSD, et deux nouveaux ports, NetBSD/landisk et NetBSD/ews4800mips.
NetBSD 4.0.1sorti le 14 octobre 2008. Il ne s'agit pas d'une nouvelle version, mais version corrective incluant de nombreux bug-fixes et mises à jour de sécurité.
NetBSD 5.0sorti le 29 avril 2009. Entre autres nouveautés, l'utilisation de Xorg et non plus de XFree86, le support du système de fichiers UDF ainsi que le support des processeurs multi-cores.
NetBSD 5.0.1sorti le 2 août 2009. Il s'agit de la première mise à jour de sécurité/fiabilité de la branche NetBSD 5.0-RELEASE. Elle comprend des correctifs relatifs à la sécurité et/ou à la stabilité de NetBSD.
NetBSD 5.0.2sorti le 12 février 2010. Il s'agit de la deuxième mise à jour de sécurité/fiabilité de la branche NetBSD 5.0-RELEASE.
NetBSD 5.1sorti le 19 novembre 2010. Elle améliore le support matériel principalement pour les périphériques réseau et de stockage (notamment les lecteurs de carte mémoire SD/MMC).
NetBSD 6.0sorti le 17 octobre 2012.
NetBSD 6.1sorti le 18 mai 2013.
NetBSD 6.1.5sorti le 22 septembre 2014.
NetBSD 7.0sorti le 25 septembre 2015.
NetBSD 7.1sorti le 11 mars 2017.
NetBSD 7.2sorti le 29 août 2018.
NetBSD 8.0sorti le 17 juillet 2018.
NetBSD 8.1sorti le 5 juin 2019.
NetBSD 9.0sorti le 14 février 2020.
NetBSD 10.0sorti le 28 mars 2024. Cette version apporte une hausse significative des performances pour les systèmes multiprocesseurs et multicoeurs. Outre les mises à jour de pilotes et des améliorations dans le support de différentes architectures, elle fournit également un pilote expérimental pour les VPN WireGuard.

## Critiques
Des trois systèmes BSD, NetBSD est celui qui dispose de moins de visibilité. Avant 1998, il n'existait aucune distribution officielle de NetBSD sur CD-ROM, alors que FreeBSD et OpenBSD dès le départ ont utilisé ce canal de diffusion pour se faire connaître et générer des revenus. Les développeurs de NetBSD répondent que leur projet n'est pas un phénomène de mode (« hype-free »), et qu'il est destiné à des utilisateurs ayant une bonne maîtrise de l'outil informatique.